# 合田経郎
合田 経郎（ごうだ つねお、1967年1月16日 - ）は日本のアニメーション作家である。東京都出身。

## 略歴
日本映画学校（現・日本映画大学）卒業。電通プロックス（現・電通テック）、ティー・ワイ・オーにてCMディレクターを務めた後、2003年に株式会社ドワーフをたちあげてアニメーション作家として独立。
日本放送協会のキャラクター「どーもくん」や2007年に劇場公開された『こまねこ』など、「こま撮り」と呼ばれる手法を使用した人形アニメ作品で知られる。宇多田ヒカル『ぼくはくま』も手掛ける。
2004年、『こまねこはじめのいっぽ』で文化庁メディア芸術祭アニメーション部門優秀賞を受賞。
2011年には、東日本大震災のチャリティー活動の一環として「てをつなごう だいさくせん」を提唱した。同年にインクポット賞を受賞した。
2014年、デザインを手掛けた三井住友銀行のキャラクター「ミドすけ」がお披露目された。